# Adolf Andersson

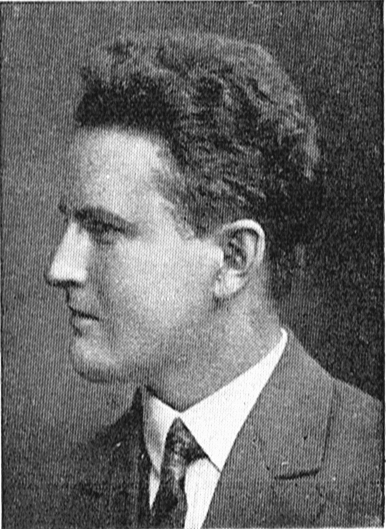
Adolf Andersson

Adolf Ferdinand Andersson, född 2 maj 1890 i Malmö, död där 21 december 1977, var en svensk arkitekt.
Andersson genomgick tekniska fackskolan i Malmö 1918, praktiserade på olika byggnadsplatser och företog studieresor till en rad länder i Europa. Han var anställd hos arkitekt August Lindvall i Malmö 1915–1927 och bedrev egen arkitektrörelse i Malmö med husbyggnad som specialitet från 1927 till 1960-talet. Han utförde bland annat fastigheter och konstruktioner av biografer.